# Саут Хеник
Езерото Саут Хеник (на английски: South Henik Lake) е 20-о по големина езеро в канадската територия Нунавут. Площта му е 513 км2, която му отрежда 91-во място сред езерата на Канада. В езерото, за разлика от повечето канадски езера няма острови. Надморската височина на водата е 184 м.
Езерото се намира в югозападната част на канадската територия Нунавут, на 85 км южно от езерото Яткайед и на 102 км североизточно от езерото Нюелтин. Дължината му от север на юг е 66 км, а максималната му ширина – 15 км.
Саут хеник има сравнително слабо разчленена брегова линия, без характерните за канадските езера заливи, полуострови, протоци и острови. В южната му част от изток се вклиняват два големи полуострова, които разделят езерото на една голяма и две малки южни части.
Площта на водосборния му басейн е 7140 км2, като от север, от езерото Норт Хеник (245 км2) идва къса река (проток, канал), а от най-южния му край изтича къса (4 км) река, която сливайки се с река Коняк образува река Та Ан. Тя, след като премине последователно през езерата Роузблейд, Таолинтоа и Хайд се влива в западната част на Хъдсъновия залив.
През краткия летен сезон езерото се посещава от стотици от любители на лова и риболова.
Езерото е открито от Самюъл Хиърн, служител на компанията „Хъдсън Бей“, занимаваща се с търговия на ценни животински кожи през 1770 г.